# Knis-Podewsie
Knis-Podewsie (deutsch Gneisthöhe) ist ein kleiner Ort in der polnischen Woiwodschaft Ermland-Masuren. Er gehört zur Stadt- und Landgemeinde Ryn (Rhein) im Powiat Giżycki (Kreis Lötzen).

## Geographische Lage
Knis-Podewsie liegt in der östlichen Mitte der Woiwodschaft Ermland-Masuren, 20 Kilometer südwestlich der Kreisstadt Giżycko (Lötzen) und vier Kilometer nordwestlich der Stadt Ryn (Rhein).

## Geschichte
Die bis 1945 Gneisthöhe genannte jetzige Siedlung (polnisch osada) hieß vor dem 22. Juli 1914 Abbau Nagel und war ein kleiner Gutsort. Von seinem Ursprung her war der Ort ein Wohnplatz in der Gemeinde Gneist und darum mit deren Historie aufs Engste verbunden.
Im Jahre 1945 kam Gneisthöhe in Kriegsfolge mit dem gesamten südlichen Ostpreußen zu Polen und erhielt die polnische Bezeichnung „Knis-Podewsie“. Der Ort ist heute dem Schulzenamt (deutsch sołectwo) Knis zugeordnet und somit eine Ortschaft im Verbund der Stadt- und Landgemeinde Ryn (Rhein) im Powiat Giżycki (Kreis Lötzen), vor 1998 der Woiwodschaft Suwałki, seither der Woiwodschaft Ermland-Masuren zugehörig.

## Religionen
Über die Muttergemeinde Gneist (Knis) war Gneisthöhe bis 1945 in die Evangelische Pfarrkirche Rhein und in die katholische Pfarrkirche St. Katharina in Rastenburg (polnisch Kętrzyn) eingepfarrt.
Heute gehört Knis-Podewsie zur Evangelisch-Augsburgischen Pfarrgemeinde in Ryn bzw. zur dortigen katholischen Pfarrkirche Unbefleckte Empfängnis Mariä.

## Verkehr
Knis-Podewsie ist über Landwege von Knis (Gneist) bzw. von Krzyżany (Krzysahnen, 1927 bis 1945 Steinwalde) aus zu erreichen. Bis 1971 bestand direkter Bahnanschluss an die Bahnstrecke Rastenburg–Reimsdorf–Rhein (Kętrzyn–Sławkowo–Ryn) der einstigen Rastenburger Kleinbahnen bzw. der späteren Polnischen Staatsbahn (PKP).